# Любеля (Словаччина)
Любеля (словац. Ľubeľa) — село, громада округу Ліптовський Мікулаш, Жилінський край, регіон Ліптов. Кадастрова площа громади — 17,46 км².
Населення 1112 осіб (станом на 31 грудня 2018 року).

## Історія
Любеля згадується 1278 року.

## Географія
Протікає річка Клячанка

## Населення
| Рік:            | 1994. | 2004.   | 2014.   | 2024.   |
| --------------- | ----- | ------- | ------- | ------- |
| Кількість осіб: | 1162  | 1088    | 1119    | 1192    |
| Різниця:        |       | -6,36 % | +2,84 % | +6,52 % |

| Рік:            | 2023. | 2024. |
| --------------- | ----- | ----- |
| Кількість осіб: | 1192  | 1192  |
| Різниця:        |       | +0 %  |